# 埼玉県道130号小江川本田線

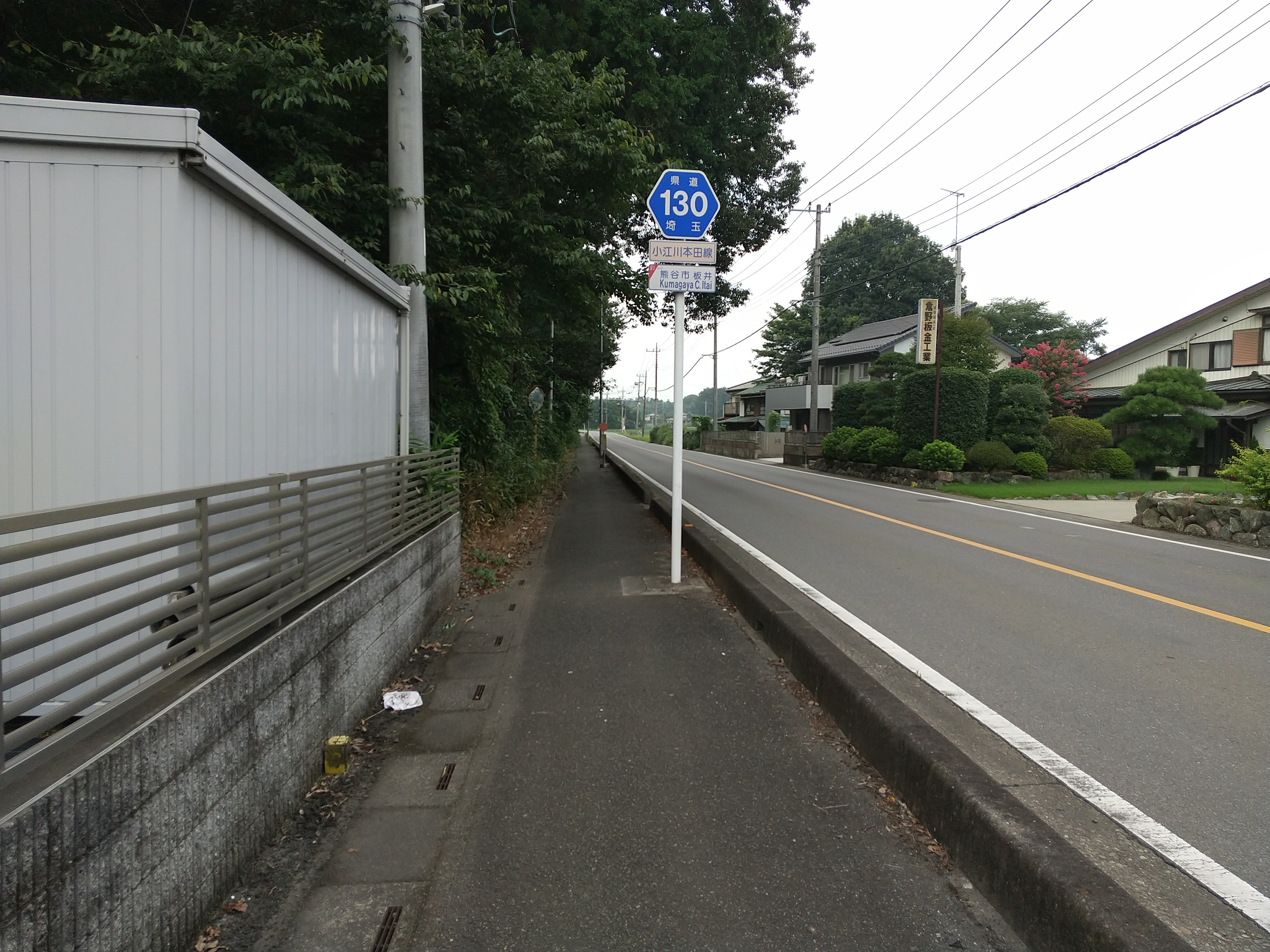
熊谷市板井付近

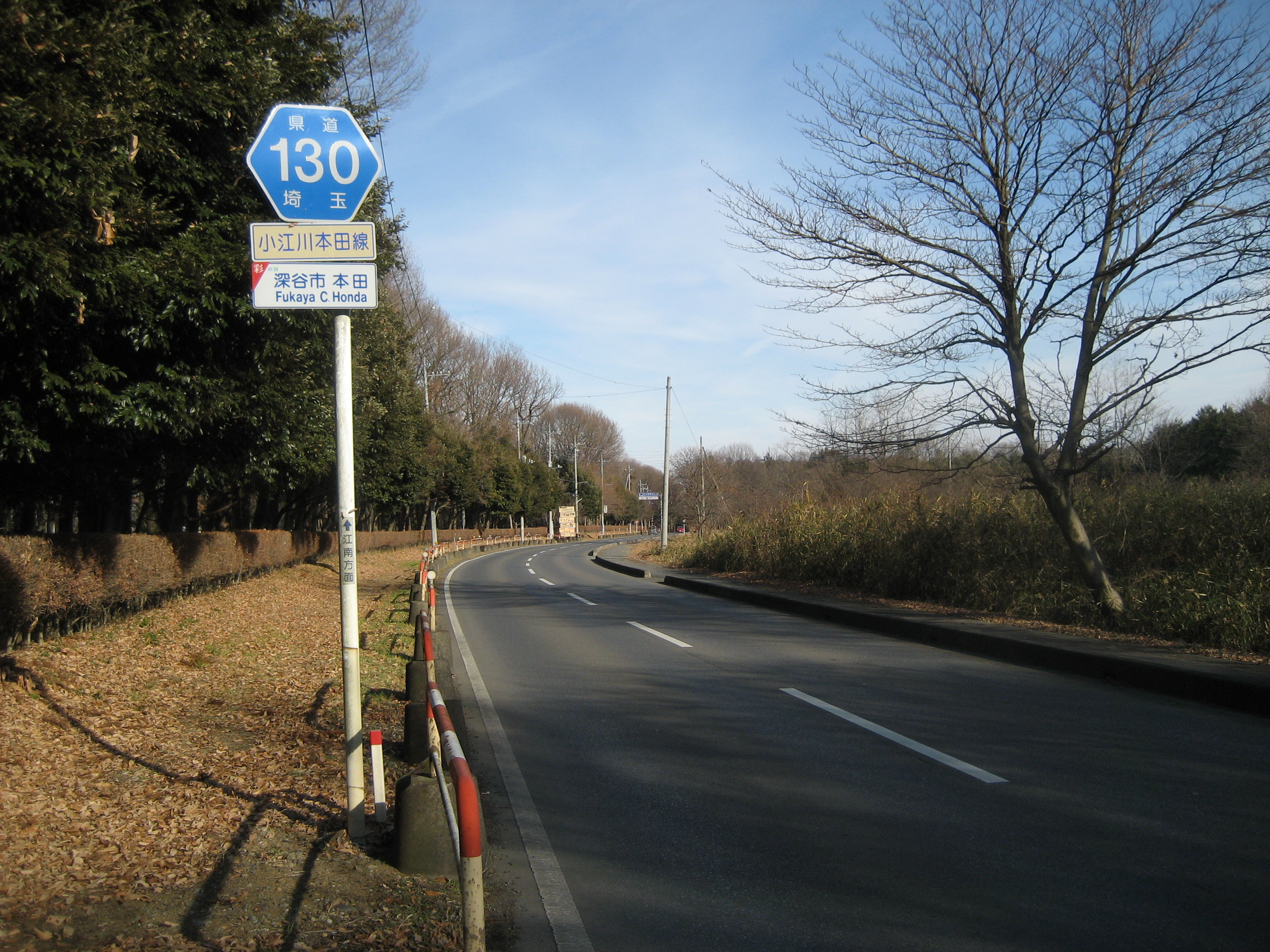
深谷市本田付近

埼玉県道130号小江川本田線（さいたまけんどう130ごう おえがわほんだせん）は、埼玉県熊谷市から埼玉県深谷市に至る県道である。

## 歴史
- 2007年4月1日 路線名を埼玉県道130号江南本田線から埼玉県道130号小江川本田線へ変更。

## 指定区間
- 起点：埼玉県熊谷市小江川町（板井東交差点、埼玉県道47号深谷東松山線交差点）
- 終点：埼玉県深谷市本田（埼玉県道69号深谷嵐山線交差点）
- 総延長：4,025m

## 通過する自治体
- 埼玉県
  - 熊谷市
  - 深谷市

## 接続・交差する主な道路
| 交差する道路             | 交差点名 | 所在地 | 所在地 |
| ------------------------ | -------- | ------ | ------ |
| 埼玉県道47号深谷東松山線 | 板井東   | 熊谷市 | 板井   |
| 埼玉県道69号深谷嵐山線   |          | 深谷市 | 本田   |

## 沿道の施設
| 施設                             | 所在地 |
| -------------------------------- | ------ |
| 江南総合運動公園                 | 熊谷市 |
| 埼玉県立高等看護学院             | 熊谷市 |
| 埼玉県立循環器・呼吸器病センター | 熊谷市 |
| 埼玉県農林公園                   | 深谷市 |